# 거울 속 외딴 성
《거울 속 외딴 성》(일본어: かがみの孤城 가가미노고조[*])은 츠지무라 미즈키가 쓴 일본의 소설이다. 2017년 5월에 포플러샤에서 발행되었다. 2021년 3월 시점에서 누계 발행 부수는 100만 부를 돌파했으며, 2018년에는 서점 대상도 수상했다.
당초에는 "거울 속 성"(かがみの城)이라는 제목으로 할 예정이었지만, 담당 편집자가 제안한 '적에 둘러싸여 꼼짝 못하는 성'을 의미하는 '외딴 성'으로 이름을 지었다고 한다.
작가 츠지무라 미즈키는 본작이 누군가의 '성'과 같은 거처가 되면 좋다는 생각을 담아서 썼다고 말했다. 또, 자신에게 집단 따돌림이나 '등교 거부'의 경험은 없지만, 학교에 특별한 즐거움을 느끼고 있었던 것도 아니고, 그것이 학교를 무대로 한 소설을 쓰는 원동력이 되었다고 생각한다고도 말했다.
본작의 오디오북도 나온 외에도, 《울트라 점프》(슈에이샤)에서 2019년 7월호부터 2022년 3월호까지 코미컬라이즈판이 연재되었다. 작화 담당은 타케토미 토모.
2022년 2월에는 극장 애니메이션화가 발표되어, 같은 해 12월 23일에 공개되었다.

## 줄거리
동급생으로부터 받은 처치로 인해 등교 거부가 계속되어 아이 육성 지원 교실(프리 스쿨)에도 다니지 않고 방에 틀어박힌 생활을 계속하고 있던 주인공 중학교 1학년의 여자아이 코코로, 5 월의 어느 날, 자기 방의 거울이 빛나고, 그 너머의 늑대님이라는 늑대가면을 쓴 수수께끼의 소녀가 있는 외딴 성에서, 자신과 비슷한 처지를 가진 중학생 리온, 후카, 스바루, 마사무네, 우레시노, 아키와 만나 그들과 함께 모험해 간다.
늑대님은 이 고성 속에 있는 '소원의 열쇠'를 찾아낸 1명만이 소원의 방에 들어갈 수 있어 어떤 소원이라도 이루어질 수 있다고 한다. 다만, 고성에는 규칙이 있어, 오전 9시부터 오후 5시까지는 와도 되지만, 오후 5시 이후에 고성에 1명이라도 있다면, 그 날에 성 내에 있던 사람은 연대책임으로 늑대에게 잡아먹힌다. 그리고 누군가가 소원을 이루고, 이 성에서 나온 시점에서 전원의 기억이 사라진다고 한다. 그 룰 내에서 마음은 열쇠를 찾은 것은 모두에게 알리고, 모두 소원을 의논한 후 제비뽑기나 가위바위보로 소원을 이룰 사람을 결정하려고 협력한다.
어느 때, 아키가 자신의 중학교 교복을 입고 오면서, 리온을 제외한 전원이 같은 유키시나 제5중학교의 학생이었던 것이 밝혀지고, 마사무네는 1월의 시업식에서 리온 이외의 모두와 만나기로 결정하지만, 당일 학교에 갔더니 모두를 만날 수 없고, 마사무네는 자신들이 패러렐 월드의 주민이였다고 말한다.
그 후, 3월의 마지막이 되어, 살아가는 의미를 찾아낼 수 없게 된 아키가 5시를 지나도 성에 남아 있었기 때문에, 성에 와 있던 아키, 리온, 후카, 우레시노, 마사무네, 스바루가 늑대에게 잡아먹힌다. 5명은 먹히기 직전까지 거울 밖에 있는 코코로에게 도움을 구하고 늑대가 왔을 때 코코로의 방의 거울은 아래의 1/3을 남기고 깨진다. 코코로는 중학교에서 유일한 친구 토조 모에의 집으로 서둘러 가서 《늑대와 일곱 마리 아기 염소》의 그림책을 빌려, 외딴 성에 거울로 들어간다. 거기에서 1명씩이 찾아낸 X표를 추적해, 각각의 기억의 단편을 본다. 그리고 각각이 다른 시대를 살고 있던 것, 자신이 7마리째의 자 염소라는 것을 깨닫고, 큰 시계 속의 '소원의 열쇠'를 얻어, 모두가 돌아오길 바라고, 돌아온 다른 5명과 함께 소원의 방안의 아키를 끌어낸다.
그리고 그 후, 각자 짐을 정리하고 있는 사이에, 늑대님이 리온의 죽은 누나 미오라는 것이 밝혀진다. 모두가 풀네임을 알리고 거울에서 돌아오는 가운데 리온은 늑대님에께 감사의 말을 전하고 자신만은 고성에서 보낸 기억을 남겨달라고 부탁한다. 늑대님은 선처라고 하고, 늑대가면을 벗고, 리온에게 미소를 지으면서, 리온은 거울에서 원래 시대로 돌아왔다.
현대(리온과 코코로의 현재인 2006년)로 돌아가, 코코로는 학교에 가는 결심을 한다. 학교에 가면 전학생인 리온에게 말을 걸 수 있다. 한편 때는 조금 거슬러 올라 아이 육성 지원 교실의 키타지마 선생님 (성장한 아키)의 기억으로 돌아온다. 키타지마는, 처음 대면한 코코로에게, 어른이 되어라고 마음속에서 호소하면서 거울을 문득 본다. 거기에는 중학생 시절의 자신과 눈앞의 마음이 나란히 앉아 있는 것처럼 비치고 있었다.

## 등장인물
안자이 코코로(安西 こころ)
성우 - 토우마 아미
이야기의 주인공. 중학교 1학년. 얌전하고 내성적인 성격으로 이렇다 할 장점이 없어 자신에게 자신감을 갖지 못하고 있었다. 이야기 초반에는 왕따를 당한 적도 있고, 일을 부정적으로 생각하고 고민하는 경우도 많았지만 성의 멤버들과의 교류를 거치면서 점차 변해간다. 지난 4월 같은 반의 중심 여자 사나다 미오리를 중심으로 한 괴롭힘을 당해 등교거부를 한다. 프리 스쿨에 다니기로 결심했지만 스트레스 반응으로 첫날 아침 복통을 일으키지만 이해가 없는 엄마는 믿지 못했다. 그대로 방에 틀어박혀 폐색감과 초조감을 더해가던 중 안방 거울이 빛나고 그 너머 성으로 초대받지만 공포에 질려 첫날은 도망쳤다.
아키(アキ)
성우 - 키류 사쿠라
중학교 3학년. 밝고 쾌활해 보이며 키가 크다.기가 세고 생각한 것은 거리낌 없이 내뱉기 때문에 그녀의 발언이 원인이 되어 험악한 분위기가 되기도 한다.
농구부에서 후배들에게 반성회 등에서 반강제적으로 행동하게 했기 때문에 뒷담화를 듣게 돼 등교거부를 하게 된다. 이야기 중반에 우연히 교복을 입고 성에 나타나 이 일이 멤버들의 공통점을 알 수 있는 중요한 단서가 된다.
스바루(スバル)
성우 - 이타가키 리히토
중학교 3학년. 키가 크고, 하얗고 주근깨끗한 얼굴의 남자아이. 코코로는 '《해리 포터》의 론 위즐리와 닮았다'고 생각한다.
마사무네(マサムネ)
성우 - 타카야마 미나미
중학교 2학년. 허품 치는 버릇이 있어 게임과 관련해 허풍치다가 거리가 멀어져 등교 거부를 하게 된다.
후카(フウカ)
성우 - 요코미조 나호
중학교 2학년. 피아노가 능숙하고 어렸을 때부터 배우고 있었지만, 콩쿨에서 랭킹 밖이 되는 등 고민하고 있었다.
리온(リオン)
성우 - 키타무라 타쿠미(야지마 아키코 '어린시절')
중학교 1학년. 꽃미남으로 밝고 상냥한 성격이다. 취미와 특기는 축구. 하와이에 유학하고 있지만, 본인은 일본의 공립중학에 가고 싶었기 때문에, 일본인인 성의 멤버와 보내는 시간을 소중히 생각하고 있다. 중학교 2학년이 되었을 때 일본으로 귀국하고, 유키시나 제5중학교에 전학하고, 코코로에게 먼저 말을 건다.
우레시노(ウレシノ)
성우 - 카지 유우키
중학교 1학년. 뚱뚱한 소년. 성에 와서 1주일 정도에 아키에게 고백했다가 차니다. 그 후, 코코로가 사과의 껍질을 깎고 있던 것을 계기로, 연애 대상은 코코로로 옮겨진다다. 마침내 우레시노가 마음의 방에 가려고 했는데, 연애 대상이 후카로 옮겨진다.
늑대님
성우 - 아시다 마나
늑대의 가면을 붙인 소녀. 성의 안내인. 항상 인형이 입는듯한 귀여운 드레스를 입고 있다. 성에서의 룰이나 보내는 방법 등의 설명을 한다. 멤버와는 항상 함께 있는 것은 아니지만, 부르면 곧바로 나타나고 부르지 않은데도 갑자기 나타날 수도 있다.
키타지마 선생
성우 - 미야자키 아오이
코코로와 같은 중학교 출신이자 프리스쿨인 마음의 교실 선생님. 집에만 있는 코코로를 포기하지 않고 끝까지 도움을 주려고 노력한다.
코코로의 엄마
성우 - 아소 쿠미코
미오
성우 - 미야마 카렌
배역 미상
성우 - 이케하타 안지
배역 미상
성우 - 요시무라 아야카
배역 미상
성우 - 후지모리 신고
배역 미상
성우 - 타키자와 카렌

## 서지 정보

### 소설
하드 커버 판
- 츠지무라 미즈키 《거울 속 외딴 성》 포플러샤, 2017년 5월 11일 발매, ISBN 978-4-591-15332-1

문고판
- 츠지무라 미즈키 《거울 속 외딴 성》 포플러샤〈포플러 문고〉, 전 2권
  - 上: 2021년 3월 5일 발매, ISBN 978-4-591-16971-1
  - 下: 2021년 3월 5일 발매, ISBN 978-4-591-16972-8

아동서판
- 츠지무라 미즈키 / 무라야마 료타(일러스트) 《거울 속 외딴 성》 포플러샤 〈키미 노벨〉, 전 2권
  - 上: 2022년 3월 16일 발매, ISBN 978-4-591-17316-9
  - 下: 2022년 3월 16일 발매, ISBN 978-4-591-17317-6

### 만화
- 츠지무라 미즈키(원작) / 타케토미 토모(작화) 《거울 속 외딴 성》 슈에이샤 〈영 점프 코믹스〉, 전 5권
  1. 2019년 12월 19일 발매[18], ISBN 978-4-08-891450-3
  2. 2020년 7월 17일 발매[19], ISBN 978-4-08-891612-5
  3. 2021년 2월 19일 발매[20], ISBN 978-4-08-891782-5
  4. 2021년 9월 17일 발매[21], ISBN 978-4-08-892101-3
  5. 2022년 5월 18일 발매[22], ISBN 978-4-08-892305-5

## 극장 애니메이션
2022년 12월 23일 에 공개되었다. 감독은 《짱구는 못말려 극장판: 어른 제국의 역습》, 《갓파쿠와 여름방학을》 등의 하라 케이이치, 각본은 《백일홍~Miss HOKUSAI~》 등의 마루오 미호, 캐릭터 디자인과 총작화 감독은 《극장판 일곱 개의 대죄: 천공의 포로》 등의 사사키 케이고, 비주얼 컨셉과 고성 디자인은 《공각기동대: SAC 2045》 등의 Ilya Kuvshinov, 음악은 《그리고 바통은 넘겨졌다》 등의 후우키 하루미가 맡고, 제작은 《그날 본 꽃의 이름을 우리는 아직 모른다》, 《마음이 외치고 싶어해》 등의 A-1 Pictures가 맡는다.

### 스태프
- 원작 - 츠지무라 미즈키(辻村深月)[11]
- 감독 - 하라 케이이치[23]
- 각본 - 마루오 미호(丸尾みほ)[12]
- 캐릭터 디자인·총작화 감독 - 사사키 케이고(佐々木啓悟)[12]
- 비주얼 컨셉 / 고성 디자인 - Ilya Kuvshinov[12]
- 음악 - 후우키 하루미(富貴晴美)[12]
- 주제곡 - 유우리 - 회전목마(メリーゴーランド)[16]
- 기획·프로듀서 - 아라가키 히로타카(新垣弘隆), 쿠시야마 케이(櫛山慶)
- 어소시에이트 프로듀서 - 후루하시 소타(古橋宗太), 카타야마 아키코(片山暁穂)
- 애니메이션 프로듀서 - 후지타 사치오(藤田祥雄), 시부야 아키나오(渋谷晃尚)
- 연출 - 나가토모 타카카즈(長友孝和)
- 미술 감독 - 이토 히로미치(伊東広道)
- 미술 설정 - 나카무라 타카시(中村隆)
- 미술 보드 - 오오노 히로시(大野広司)
- 색채 설계 - 모기 타카히로(茂木孝浩)
- CG 모델링 디렉터 - 이나가키 히로시(稲垣宏)
- CG 애니메이션 디렉터 - 우시다 시게타카(牛田繁孝)
- 제작총괄 - 요시다 시게키(吉田繁暁), 이이누마 노부유키(飯沼伸之)
- 촬영 감독 - 아오시마 토시아키(青嶋俊明), 미야와키 요헤이(宮脇洋平)
- 편집 - 니시야마 시게루(西山茂)
- 음악 프로듀서 - 타카이시 마미(高石真美)
- 선전 프로듀서 - 카케히 마야코(筧万弥子)
- 제작 - A-1 Pictures[23]
- 배급 - 쇼치쿠[11]

### 수상
| 상                     | 부문                   | 대상            | 결과 | 출처   |
| ---------------------- | ---------------------- | --------------- | ---- | ------ |
| 제46회 일본 아카데미상 | 우수 애니메이션 작품상 | 거울 속 외딴 성 | 수상 | [ 24 ] |